# اختلال و فریب رادار
اختلال و فریب رادار (به انگلیسی: Radar jamming and deception) نوعی از پادکنش الکترونیکی است که عمداً سیگنالهای فرکانس رادیویی را ارسال می‌کند تا با اشباع گیرنده آن با نویز یا اطلاعات غلط در عملکرد رادار اختلال ایجاد کند. مفاهیمی که رادار را با سیگنال‌هایی پوشانده‌اند تا صفحه نمایش آن خوانده نشود، معمولاً به عنوان اختلال (به انگلیسی: jamming) شناخته می‌شوند، در حالی که سیستم‌هایی که سیگنال‌های گیج کننده یا متناقض تولید می‌کنند، به عنوان فریب (به انگلیسی: deception) شناخته می‌شوند. اما همچنین معمول است که از این چنین سیستم‌هایی به عنوان اختلال یا جَمینگ نام برده شود.
امروزه اغلب تسلیحات نظامی از وسایل الکترونیکی استفاده می‌کند. استفاده از رادار برای آشکارسازی و مکان‌یابی سکوهای دشمن در برد و زاویه و استفاده از ادوات الکترونیکی برای هدایت موشکها نمونه‌ای از این استفاده می‌باشند؛ و از آنجایی که سیگنال‌های راداری اطلاعات نیستند، شنود آن‌ها در حقیقت به منزله بهره‌برداری از آن‌ها به منظور آشکارسازی و تشخیص نوع سیگنال برای تخریب یا فریب رادار می‌باشد. برای یک فرستنده ECM تولید سیگنالی با سطح توان بسیار بالاتر از سطح سیگنال‌های بازگشتی، هنگامی که وارد گیرنده راداری می‌شوند، به تنهایی کفایت نمی‌کند. در بسیاری از موارد نیازمند مدولاسیون‌های اضافی بر روی سیگنال فرستاده شده، به منظور مختل کردن اندازه‌گیری پارامترهای موقعیت در گیرنده رادار است. روش اصلی اختلال، قرار دادن یک سیگنال تداخل در کنار سیگنال مطلوب برای گیرنده دشمن است. ابتدا به بررسی روش‌های اختلال نویز می‌پردازیم. سپس روش‌های فریب سرعت و مسافت هدف در رادارها مورد تجزیه و تحلیل قرار می‌گیرد؛ و در انتها به مقایسه روش‌های فوق پرداخته می‌شود.

## اختلال نویزی
گرچه استفاده از اختلال‌های نویز عمدتاً در مقابله با رادارهای جستجو می‌باشد، ولی همان‌طور که بیان خواهد شد، در برابر رادارهای تعقیب هدف نیز از آن استفاده می‌شود. با مفهوم عامی که برای اختلال نویز ارائه کردیم انواع زیر را می‌توان برای این نوع اختلال ارائه کرد.

### نویز نقطه‌ای
اولین قدم در بسیاری از الگوریتم‌های پردازش راداری، حذف نویز از تصاویر رادار می‌باشد، چرا که بدون حذف نویز این الگوریتم‌ها نتایج خوبی تولید نمی‌کنند. برای مثال نویز نقطه‌ای که به مانند لکه‌های سیاه یا روشن روی تصاویر رادار می‌باشد، یکی از انواع شایع نویزها می‌باشد. این نویز در گیرنده رادار باقی‌مانده و موجب پنهان کردن تصاویر و اهداف از دید رادار می‌گردد.
این نویز از نوع پنهان بوده و معمولاً با استفاده از نوعی سر و صدا به عنوان سیگنال ECM به نام " سر و صدا " یا " پارازیت سر و صدا " پنهان شده و انتقال پیدا خواهد کرد
این تکنیک اختلال می‌تواند بر علیه رادارهای جستجو بکار رود تا برد قابلیت تشخیص هدف آن‌ها را خراب کند. از این تکنیک می‌توان برای EA خود نگهدار ،EA با همکاری و EA اخلال از راه دور (SOJ) استفاده کرد.
غالباً پشت خط مقدم جبهه (FEBA۱)، تعدادی رادار مراقبت یا جستجو وجود دارند که مراقبت راداری منطقه را انجام می‌دهند. یک SOJ می‌تواند با بکار بردن این تکنیک برد مؤثر رادارهای مربوطه را کاهش دهد و یک دالان (به انگلیسی: corridor) از بین شبکه دفاع هوایی دشمن باز کند.
خصوصیت این نوع اختلال این است که قدرت آن به صورت متمرکز است (از چند مگاهرتز تا ۱۰ مگاهرتز). از این اختلال برای مختل کردن رادارهای خاص استفاده می‌شود. اگر رادار دشمن از تکنیک‌های گسترش طیف فرکانسی استفاده نکرده باشد، و پهنای باند محدود و کمی داشته باشد، جمر، پس از پی بردن به باند فرکانس کار رادار، قدرتش را روی آن متمرکز می‌کند، شکل ۱ به وضوح این مطلب را نشان می‌دهد. (نوع رادار دشمن ممکن است از قبل معلوم باشد یا اینکه طی یک عملیات تجسس، باند فرکانس کار آنها، بدست آمده باشد)
از ویژگی‌های این نویز می‌توان به افزایش دادن سر و صدا، کاهش دادن احتمال تشخیص، افزایش دادن بیش از حد سیگنال هشدار غلط و مخفی شدن در محدوده قدرتمندی از موج به‌طور کامل را اشاره کرد.
برای رفع نویز نقطه‌ای می‌توان از تکنیک‌های ECCM (اقدامات ضد الکترونیکی شمارنده) یا گاهی اوقات از EPMها (اقدامات حفاظت الکترونیک) جهت بهبود نویز استفاده کرد.

### نویز رگباری
پارازیت رگباری یا نویز رگباری یک نوع نویز متراکم است. این نویز متراکم به سادگی پهنای باند را باریک یا مسدود می‌کند و به همراه سر و صدا به اندازه پهنای باند در گیرنده رادار با قدرت زیادی برای مسدود کردن گیرنده راداری استفاده می‌شود. این نوع از پارازیت به وسیله سر و صدا از یک پهنای باند وسیعی برای پوشش چند رادار و مسدود کردن آن‌ها در فرکانس‌های مختلف و ایجاد اعوجاج در هر فرکانس، مورد استفاده قرار می‌گیرد به‌طوری‌که یک فرکانس متراکم در یک گروه گسترده از فرکانس را به صورت رگباری جارو می‌کند و باعث اعوجاج خوردن فرکانس مورد نظر می‌شود.
از پارازیت رگباری اغلب در جنگ جهانی دوم استفاده می‌شده که باعث درهم و برهمی سر و صدا و ایراد در سامانه‌ها رادار گردیده است.
وقتی رادار دشمن از تکنیک چابکی فرکانس استفاده می‌کند یا تکنیک طیف گسترده را به کار می‌برد جمر نویز، بایستی یک باند وسیع را پوشش دهد. در این حالت یک افت اضافه به خاطر این موضوع که رادار، باند IF خود (به پهنای باند BIF) را به صورت منطبق با دوره پالس حفظ می‌کند وجود دارد. چرا که جمر مجبور است در این حال، توانش را در یک باند وسیع‌تر (یا حداقل به اندازه پهنای باند RFرادار: BIF) بگستراند. بعبارتی باید:BJ>BRF.
در حالت کلی این افت جمر را می‌توان به صورت رابطه زیر در نظر گرفت که این نسبت می‌تواند مقادیری بزرگی (بین۱۰۰تا ۱۰۰۰) داشته باشد و تأثیر و کارایی اخلال وارد شونده، پایین آورده شود. (دقت داریم از آنجا که این نوع اخلال باید از گلبرگ جانبی آنتن رادار نفوذ کند، جمر به ERF خیلی بالایی نیاز خواهد داشت):
{\displaystyle L={\frac {B_{RF}}{B_{IF}}}}
از لحاظ ساخت، این نوع اخلال، یک مدولاسیون نویز باند وسیع است. پهنای باند مربوطه می‌تواند به ۱۵درصد تا ۳۰ درصد باند X برسد هنگامی که روی قدرت ارسال محدودیت داریم، چگالی قدرت اخلال کم خواهد بود. این تکنیک می‌تواند برای اخلال رادارهای با فرکانس کار متفاوت به‌طور هم‌زمان و نیز همان‌طور که ذکر شد رادارهایی که از تکنیک طیف گسترده استفاده می‌کنند بکار رود.
برای رفع نویز رگباری می‌توان از مواد بازتابنده (مواد راه راه نازک یا فلزی، تحت پوشش الیاف شیشه) که به صورت درهم و برهم در کنار هم قرار گرفته‌اند استفاده کرد. همچنین می‌توان برای اثر بهتر این پارازیت در رادار از انتشارموج‌های مقطع یا راه راه با طول موج‌های واحد و برابر با طول موج تنظیم شده رادار، ایجاد کرد.
شکل۲:نویز رگباری

### نویز یا موج سی‌دبلیو جاروب‌شده
نویز جاروب شده، در مقابل رادارهای جستجو، برای گیج کردن آنها، با تولید تعداد زیادی اهداف کاذب روی صفحه نمایش رادار آن‌ها بکار می‌رود؛ به‌طوری‌که سامانه آشکارساز خودکار رادار، اشباع می‌شود.
این نوع اخلال، دو مزیت، تمرکز قدرت اخلال، چنانچه در نویز نقطه‌ای بود و پهنای باند وسیع اخلال، چنانچه در نویز رگباری بود، را دارا است (تکنیک اخلال نویزی ضربه‌ای (به انگلیسی: Impulse noise jamming) نیز از همین نوع است). وقتی تعداد جمر به‌طور هم‌زمان در سرعت‌های جاروب مختلفی کار می‌کنند، می‌توانند اثر مخرب زیادی داشته باشند.
اشباع شدن سامانه آشکارساز خودکار در اثر وجود هدف‌های کاذب زیاد، با بکارگیری گیرنده CFAR نیز برطرف نمی‌شود زیرا که یک گیرنده CFAR قادر به حفظ کارایی‌اش در حضور فوران‌های (به انگلیسی: burst) کوتاه اختلال نیست. در حالت موج پیوسته جاروب شده نیز، همین حالت برقرار است، در این وقتی فرکانس جاروب، خیلی بالاست، ضربه قوی می‌تواند در گیرنده رادار تولید شود؛ به‌طوری‌که ممکن است طبقات اول آن تولید نوسان کنند. (فوران‌های نویز یا موج پیوسته که قدرت بالایی نیز دارند، می‌توانند در عبور از اولین فیلتر باند باریک گیرنده، مدارات را به نوسان درآورند). در شکل ۳نحوه تأثیر یک جمر موج پیوسته جاروب شده، نشان داده شده است. از آنجا که جمر اطلاعات تقریبی از پهنای باند مورد استفاده رادار دارد و (دقیقا آن را نمی‌داند)؛ حول یک فرکانس، که پهنای باند گیرنده رادار را در بر می‌گیرد، قدرت خود را متمرکز کرده، یک موج پیوسته قوی را روی این باند، جاروب می‌کند. همان‌طور که گفته شد این نوع اختلال، با انتشار باند باریکی که دائماً تغییر یافته، ولی فرکانس حامل سیگنال در یک عرض باند معین قرار دارد، ایجاد اختلال می‌کند.
چنانچه ذکر شد، اختلال جاروبی را می‌توان روی بخش وسیعی از طیف فرکانس تنظیم نمود تا مانند اختلال نقطه‌ای، دارای خصوصیت اخلال زیاد، دارای خصوصیت قدرت زیاد، و هم مانند اخلال (نویز) رگباری، دارای خصوصیت پوشش باند وسیعی از فرکانس باشد. البته دقت داریم ازدیاد قدرت، در هر لحظه، تنها در باند باریکی از فرکانس ظهور می‌یابد.

### اخلال جاروبی قفل‌شونده
جمر مولد این نوع اخلال دارای گیرنده‌ای از نوع جاروبی است که در مواقع تشخیص سیگنال، به جستجو خاتمه داده و روی سیگنال کشف شده قفل می‌کند. سپس فرستنده جمر وارد عمل می‌شود و در فرکانس کشف شده، اخلال را به صورت نقطه‌ای، می‌فرستد. اشکال این نوع اخلال در این است که از فرکانس‌های تهدید دیگر، غافل می‌ماند. به عنوان مثال تهدیدهای جدید
اگر برای پهن کردن طیف، از تکنیک چابکی فرکانس استفاده شده باشد، و جمر بتواند نرخ تغییر یا جهش فرکانس را استخراج کند، قادر خواهد بود، اخلال را به صورت نقطه‌ای یا جاروب کردن نرخ تغییر فرکانس رادار، ارسال کند؛ لذا باید نرخ تغییر فرکانس رادار، ارسال کند؛ لذا باید نرخ تغییر فرکانس تا حد امکان سریع و نظم آن نامشخص باشد.

### اختلال ضربه
در این روش پالس RF بسیار باریکی که توان بسیار بالای دارد ارسال می‌شود. پهنای باند چنین پالسی بسیار بزرگ است به گونه‌ای که پهنای باند رادار قربانی را می‌پوشاند. چنین پالسی خصوصیاتی شبیه یک ضربه را از خود نشان می‌دهد. دستیابی به نسبت JSR قابل ملاحظه با پالسی به پهنای چند نانو ثانیه نیازمند توانی در حدود مگاوات است. یکی از مزایای این روش عدم نیاز به آگاهی از فرکانس دقیق رادار است با اعمال مدولاسیون مناسب به این پالس‌ها می‌توان دریچه برد راداری که به تعقیب پالس می‌پردازد را جابجا کرد.
یک کاربرد دیگر از این روش تولید اهداف کاذب در مقابل رادارهای کاذب است. چون طیف بسیار گسترده است تکرارکننده ضربه با نرخ ویدئو متناظر با موقعیت اهداف کاذب روشن و خاموش شود. بدین صورت اهداف دروغین در دید رادار ظاهر می‌شوند.

## تکنیک‌های فعال فریب
از این تکنیک در موارد بحرانی استفاده می‌شود. این تکنیک عموماً در مقابل رادارهای ردگیر استفاده می‌شوند. در حالت کلی جمرهای فریب دهنده بایستی به دقت مشخصات یک هدف واقعی را برگردانند، تا در فریب رادار موفق شود. به عنوان مثال جمرهای تکرارکننده، قابلیت شبیه‌سازی زیادی به هدف دارند و تکنیک EP یچیده‌ای در مقابله با آن‌ها نیاز است.
تکنیک‌هایی که با استفاده از آن برخی ضعف‌های مدارات گیرنده رادار ردگیری قفل آن را می‌شکنند، را نیز جز و تکنیک اخلال فریب دهنده آورده‌ایم. سعی خواهیم کرد نسبت قدرت اخلال به قدرت سیگنال لازم را نیز برای تکنیک‌های مختلفی که ذکر می‌شود، ارائه کنیم.

### تولید هدف‌های دروغین
این تکنیک می‌تواند هم به صورت EA خود نگهدار و هم اخلال از مکان دور (SOJ) بکار رود. هنگامی که سامانه EA قادر باشد که خود را با فرکانس رادار تنظیم کند و با PRF رادار هم‌زمان شود، قادر خواهد بود، یک سری اهداف غیرواقعی را روی صفحه PPI رادار جستجو تولید کند. بدین ترتیب رادار هشدار دهنده یا جستجو، قادر به تشخیص هدف واقعی نخواهند بود و اپراتور نیز به سختی خواهد توانست روی جهت هدف در حال نزدیک شدن قضاوت کند.
یکی از روش‌های مؤثر برای این منظور خالی کردن گلبرگ اصلی (MLB)می‌باشد. به این معنا که در زمان عبور گلبرگ اصلی آنتن رادار دشمن از روی هدف تنها بازتاب سکو توسط رادار دریافت می‌شود و بعد از آن در محل بیشینه گلبرگ فرعی یک پالس قوی ارسال می‌شود. برای تولید هدف‌های غیرواقعی که توسط رادار، باور کردنی، باشد جمر بایستی سیگنال رادار را از گلبرگ‌های جانبی آن دریافت کند و روی گلبرگ اصلی، هم‌زمان شود. با این هم‌زمان‌سازی (به انگلیسی: Synchronization)، می‌توان به یک هدف غیرواقعی، حرکتی قابل باور داد (هم در راستای شعاعی و هم زاویه‌ای). اگر فقط روی PRF هم‌زمان شویم، می‌توانیم تنها به هدف‌ها حرکت شعاعی بدهیم و با تأخیر یا تقدم در ارسال، رادار مربوطه را گیج کنیم.
اگر رادار از تکنیک چابکی فرکانسی یا از یک PRF متغیر استفاده کند، تنها می‌توان پس از دریافت پالس رادار، پالس گمراه‌کننده را فرستاد و بنابراین هدف‌های دروغین تنها در بردی بیشتر از بردی برد سکویی که جمر روی آن قرار دارد. شکل زیر، تولید هدف‌های دروغین متعدد را روی صفحه رادار دشمن با همین تکنیک نشان می‌دهد:
اگر این روش را بخواهیم در مقابل رادارهای TWS پیاده کنیم عمدتاً رادارهای هوایی TWS یک سیگنال مدوله دامنه، به صورت هم‌زمان با فرکانس مرور آنتن ارسال می‌شود؛ به‌طوری‌که پژواک‌های قوی‌تری از برگشتی هدف، در جهت‌هایی غیر از جهت هدف به وجود می‌آورد.

### جلو کشیدن دروازه فاصله (RGPI)
می‌توان از این تکنیک برای وارد کردن هدف‌های دروغین به دریچه ردگیری یک رادار ردگیر، استفاده کرد. لازمه کار این است که فرکانس کار PRF را در ردگیر، ثابت باشد (این نوع رادارها امروزه خیلی کم استفاده می‌شوند) یا تخمینی از PRF رادار در دست است.
برای انجام این کار، جمر فریب دهنده، روی فرکانس کار رادار تنظیم می‌شود. توسط یک مدولاتور دامنه، سیگنال فریب دهنده، با آخرین پالس دریافتی از رادار، هم‌زمان می‌شود و مصادف با پالس بعدی، تولید می‌شود. با کاهش تأخیر، ارسال سیگنال فریب دهنده، جلوتر انجام می‌شود و وجود یک هدف دروغین را شبیه‌سازی می‌کند که از هدف واقعی سریعتر حرکت می‌کند و تهدیدآمیزتر است. رادار قربانی مجازا هدفی را می‌بیند که نزدیک می‌شود. این روش عکس RGPO است. JSR لازم برای اجرای آن ۰dB تا ۶dBاست.

### بیرون کشیدن هدف از دروازه ردگیری (RGPO)
این روش RGPO، روش بسیار مؤثری در مقابل رادارهای ردگیری است. این تکنیک ربودن دروازه فاصله نیز نامیده می‌شود. در حال حاضر این روش اصلی‌ترین روش به کار رونده در EA خود نگهدار است و بخصوص در مقابل سامانه‌ها ردگیری خودکار، بسیار مؤثر است، در حالت حضور اپراتور؛ وی قادر است فریب را تشخیص و دروازه فاصله را مجدداً روی هدف اصلی بیندازد؛ ولی در حالت عدم حضور اپراتور، کافی است که دروازه فاصله رادار را خارج از مکان پژواک واقعی هدف انداخت و سپس با ارسال یک سیگنال گمراه‌کننده؛ آن را به رادار دیکته کرد. (به عبارتی دیگر دروازه‌های ردگیر رادار را از روی هدف واقعی کشید و آن‌ها را روی یک هدف دروغین انداخت). فریب فاصله و همان‌طور که ذکر شد به این ترتیب صورت می‌گیرد یک سیگنال مشابه سیگنال رادار به اندازه کافی به سمت آن فرستاده می‌شود سیگنال قوی ای‌جیی‌سی را تسخیر می‌کند و پس از اینکه رادار، روی سیگنال دروغین قفل کرد سیگنال مربوطه به تدریج تأخیر داده می‌شود و باعث RGPO شود مانند شکل‌های زیر:
پس از تسخیر دروازه‌های ردگیر رادار و انجام RGPO، سامانه EA ارسال هدف دروغین را قطع کند و بدین وسیله رادار هدف را گم می‌کند و مجبور می‌شود از نوع هدف را بیابد (دقت داریم پرتو آنتن در این حالت به سمت هدف نشانه رفته ولی دروازه ردگیری محل صحیحش را گم کرده است). یافتن دوباره هدف به این معنی است که رادار جستجو مجدد بایستی به کار بیفتد، پس از یافتن هدف، رادار ردگیر هدف را تسخیر کند و مجدداً به ردگیر بپردازد. ملاحظه می‌شود زمان مهم و حساسی از دست دادیم که ممکن است جبران‌ناپذیر باشد. این مطلب برای همگی روش‌های که از طریق EA فریب، قفل رادار ردگیر را می‌شکنند، صادق است؛ و از دست ندادن ردگیری هدف از اهمیت قابل ملاحظه‌ای برخوردار می‌باشد.
سامانه EA برای تکرار پالس نیاز به یک حافظه ماکروویو دارد یا از طریق یک حافظه صوتی ماکروویو و یک حافظه RF دیجیتال ماکروویو تأمین می‌شود بدین ترتیب سیگنال فریب به صورت پالس به پالس تأمین می‌شود و بنابرین تکنیک‌های چابکی فرکانسی و PRF متغیر، چندان مؤثر نخواهد بود. (البته چنانچه خواهیم دید می‌تواند به عدم فریب کمک کنند) اگر رادار از نوع کلیدزنی گلبرگ (به انگلیسی: lobe switching) یا conical scan باشد اغلب از یک مدولاسیون دامنه نیز روی پالس گمراه‌کننده استفاده می‌شود در این صورت رادار علاوه بر انحراف فاصله در زاویه نیز به‌طور هم‌زمان منحرف می‌شود. (این روش البته روی رادار ردگیری از نوع منو پالس مؤثر نیست). خواهیم دید انحراف در برد و زاویه، اثر مخرب بیشتری روی ردگیری می‌گذارد اثر مدولاسیون دامنه روی ردگیری زاویه‌ای رادارهای ردگیری از نوع ذکر شده را بعداً شرح خواهیم داد. روش یاد شده، اختلال فریب دهنده برد و زاویه نامیده می‌شود.

### مد دوگانه (Dual Mode)
برخی اوقات روش RGPO به دلیل استفاده از EPهای قوی توسط رادار، نظیر ردگیری لبه جلویی پالس نمی‌تواند موفق باشد و نیز نویز گیت شده به خاطر اتخاذ روش چابکی فرکانسی توسط رادار؛ مؤثر واقع نمی‌شود. تلفیق این دو روش می‌تواند به خوبی موفقیت‌آمیز باشد: نویز گیت شده می‌تواند قابلیت ردگیری لبه جلویی را کاهش دهد، و RGPOنیز از روش چابکی فرکانسی تأثیرناپذیر است. (لزومی به تکرار پالس قبل از دریافت آن نیست). بنابراین با بکار بردن این دو روش، می‌توان قفل رادار را شکست شکل۷ شکل‌موج تولید شده را نشان می‌دهد.
این کار را می‌توان با استفاده از دو TWT انجام داد که یکی پالسی و دیگری موج پیوسته و (احتمالا با یک مدولاتور) باشد یا یک TWT که قادر است به‌طور هم‌زمان در مد پالسی و پیوسته کار کند. در حالت بکارگیری روش چابکی فرکانسی یا PRF لرزشی توسط رادار؛ ارسال پالس گمراه‌کننده برای انجام RGPO، منوط به دریافت مداوم سیگنال دشمن است؛ بنابراین باید ایزولاسیون مناسبی بین گیرنده فرستنده پیاده شود. اگر این ایزولاسیون به خوبی پیاده‌سازی نشود فقط از این روش می‌توان در برابر رادارهای فرکانس و PRF ثابت استفاده کرد.

### بیرون کشیدن هدف از دروازه ردگیری سرعت (VGPO)
در برابر رادارهایی که ردگیری را بر مبنای پدیده دوپلر و با استفاده از سیگنال‌های موج پیوسته انجام می‌دهند (مثل سامانه‌ها موشکی نیمه فعال) تکنیک VGPO استفاده می‌شود. این روش به صورت موج پیوسته انجام می‌شود، و لذا پیک قدرت پایینی دارد. در این روش از یک سیگنال موج پیوسته که قدرتش بیشتر از قدرت پژواک بدنه هواپیماست استفاده می‌شود. در ابتدا سیگنال مربوطه در فرکانس دوپلر یکسان با فرکانس دوپلر هدف به گیرنده موشک می‌رسد و ای‌جیی‌سی آن را تسخیر می‌کند. سپس فرکانس سیگنال فریب دهنده تغییر داده می‌شود و دروازه سرعت را نیز با خود شیفت می‌دهد، کاری که انجام می‌شود این است که جمر دروازه سرعت را به جایی که خطوط دوپلر تولید شده توسط کلاتر وجود دارد شیفت دهد، (فرکانس دوپلر کم). در این صورت موشک خم شده به سمت کلاتر پیش می‌رود. در هر صورت زمانی که دروازه سرعت بقدر کافی منحرف شد سیگنال فریب دهنده قطع شده و قفل شکسته می‌شود و بنابراین موشک را مجبور می‌کند مجدداً هدف را جستجو، و تسخیر کند. اگر موشک قبلاً پرتاب شده باشد، این مرحله تسخیر مجدد هدف بسیار مشکل خواهد بود.
عمل شیف تدریجی دوپلر (به عبارت دیگر شیفت تدریجی فرکانس موج حامل) را می‌توان با اعمال یک موج دندان اره‌ای به TWT حلزونی، در فاز مدولاسیون جمر، ایجاد کرد. در ضمن در این روش می‌توان از مدولاسیون دامنه نیز استفاده کرد (برای اخلال سامانه‌ها ردگیری زاویه از نوع مروری).

### بهره معکوس۱
یکی از کاستی‌های روش‌های ردگیری مرور مخروطی و کلیدزنی گلبرگ آسیب‌پذیری آن‌ها در مقابل اخلال زاویه است. مسئله اساسی در این نوع رادارها این است که ردگیری زاویه، با دمدوله کردن سیگنال AM (مدولاسیون دامنه) اعمال شده روی پالس‌های برگشتی از هدف؛ روی یک سیکل کامل پویش (به انگلیسی: Scanning) یا (lobing) انجام می‌شود. برای مختل کردن این نوع رادار به‌طور مؤثر، کافی است مدارهای سنجش خطای ردگیر زاویه‌ای را با یک سیگنال دروغین مدوله دامنه شده؛ با نرخ (scanning) یاlobing که اختلاف فاز زیادی با سیگنال برگشتی از هدف دارد، تسخیر کرد. وقتی مدولاسیون کلیدزنی گلبرگ یا مرور مخروطی روی پرتوهای آنتن گیرنده و فرستنده اعمال می‌شود. ساختن سیگنال اخلال مناسب توسط جمر، با معکوس کردن و تکرار مدولاسیون فرستنده (inverse gain repeater) به راحتی امکان‌پذیر است.
یک مدار PLL یا آستانه وقفی، مدولاسیون القا شده توسط رادار را تعیین می‌کند و به صورت همدوس، مدولاسیون دامنه‌ای تولید می‌کند که به فرم ساده، می‌تواند به صورت خاموش و روشن باشد (مطابق شکل۸. این امر باعث می‌شود که رادار دشمن در جهتی غیر از جهت لازم برای ردگیری صحیح حرکت کند و در نتیجه قفل آن را می‌شکند). این تکنیک جاروب مخروطی وارون (به انگلیسی: Inverse Conical Sweep) نیز نامیده می‌شود. تکنیک بهره معکوس (مدولاسیون سیگنال فریب، مخالف سیگنال ردگیری رادار است. منظور از SRIC، سیگنال دریافتی وJ، سیگنال اخلال است) هر یک از روش‌های اخلال نویز یا سیگنال موج پیوسته تنظیم شده روی فرکانس رادار دشمن، می‌تواند همراه با مدولاسیون دامنه بکار رود. تکنیک اخلال AM، عمدتاً در مقابل رادارهایی ردگیر از نوع پویش مخروطی (به انگلیسی: Conical scan)، کلیدزنی گلبرگ بکار می‌رود. این تکنیک به دو صورت باشد:
الف: در یک فرکانس نزدیک چرخش: برای گمراه کردن آشکارساز همدوس رادار.
ب: در فرکانس خیلی پایین برای مختل کردن حلقه سرو موتور.
در حالت دوم، می‌بایست از یک سری نقاط ضعف طراحی رادار، بهره‌برداری کرد: برای موفق بودن اخلال، حلقه ای‌جیی‌سی، باید قادر به جبران تغییرات دامنه با فرکانس پایین به‌طور نمونه بین ۲HZتا۲HZ- نباشد و در عین حال، در این فرکانس‌ها سرو باید فراجهش (به انگلیسی: overshoot) بدهد:
در مقابل رادارها از نوع conical scan، کلیدزنی گلبرگ ،COSRO,LORO بایستی بسته به طراحی گیرنده رادار مربوطه، از نویز یا موج پیوسته مدوله دامنه استفاده کرد.
بعنوان مثال اگر از موج پیوسته مدوله دامنه استفاده کنیم، و اگر مطابق اغلب موارد، گیرنده رادار با کوپلاژ ac باشد، در صورتی که گیرنده گیت نشده باشد، سیگنال موج پیوسته حذف می‌شود. اما چنانچه دیدیم اکثر گیرنده‌های رادارهای ردگیر، گیت شده‌اند و چنانچه
در شکل ۹ملاحظه می‌شود، اخلال موج پیوسته، مؤثر واقع می‌شود:
در هر حالت، چه اخلال نویزی و چه موج پیوسته؛ هدف نهایی، ایجاد وقفه در ردگیری رادار؛ با ایجاد تداخل در حلقه کنترل زاویه یا حلقه کنترل فاصله است. فرض کنیم رادار با اخلال پیوسته‌ای که اعمال کرده‌ایم، روبرو شده و می‌خواهد به حالت TOJ سوییچ کند. در این حالت، ردگیری فاصله را از روی سرعت هدف که در حافظه ذخیره کرده است، با استفاده از مدارهایی نسبتاً زیاد انجام می‌دهد
{\displaystyle R=R_{0}+V_{0}t}
که vعبارت از سرعت ذخیره شده در حافظه و R۰، فاصله هدف قبل از اینکه رادار به حالت TOJ برود می‌باشند. حال اگر با اعمال اخلال مدوله دامنه، سرعت مربوطه را از مقدار صحیح حذف کنیم، ردگیری فاصله رادار را دچار خطای قابل توجهی کرده‌ایم.
فرض کنیم فرکانس مرور رادار را از قبل بدانیم. در این صورت یک جاروب کوتاه فرکانس، همراه با مدولاسیون دامنه، کافی است اثرات مخربی را در ردگیری زاویه‌ای رادار را وارد کند.
اگر فرکانس مرور رادار را می‌دانیم، می‌توان از اخلال بهره معکوس نیز استفاده کرد، اما در حالتی که فرکانس مرور رادار دشمن را ندانیم، می‌توان از دو روش زیر استفاده کرد:
الف: جاروب فرکانس وسیع: در این حالت در لحظه‌ای که فرکانس مدولاسیون از روی فرکانس مرور رادار را عبور می‌کند، اخلال زاویه‌ای شدید را به رادار مربوطه وارد می‌شود. مسئله‌ای که داریم، اختصاص زمان مکث کافی، است: از آنجا که باید فرکانس وسیعی را در مدت زمان کوتاهی انجام دهیم، زمان مکث در محل فرکانس مرور رادار، بسیار کوتاه خواهد بود.
ب. جاروب وسیع با ایست در مجاورت فرکانس مرور آنتن: در این حالت سامانه EA یک سنسور احتیاج دارد که اثر اخلال را تعیین کند. (این تکنیک چنانچه قبلاً دیدیم job detection نام دارد). این کار را می‌توان به عنوان مثال با سنجش تغییرات دامنه سیگنال رادار که می‌تواند با جاروب فرکانس AM، همبستگی داشته باشد انجام داد.
اگر آنتن رادار، یک سرو زاویه‌ای، با باند نسبتاً وسیع داشته باشد، چنانچه در سیکرهای موشک بدیگونه است: عبور اولیه سیگنال جاروب از روی فرکانس مرور رادار، خطای زاویه‌ای القا خواهد که باعث نوسانات قوی در جهت نشانه روی آنتن خواهد شد. (پهنای باند سرو را از حدی نمی‌توان کمتر کرد، چرا که می‌بایست قابلیت ردگیری هدف را هنگام مانور دادن، داشته باشد). اگر فرکانس مرور آنتن رادار مربوطه ثابت باشد، با ملاحظه نوسانات ایجاد شده، می‌توان به محدوده فرکانس مرور آن پی برد، و باند جاروب را باریکتر کرد، تا اخلال، بیشتر اثر کند.
اگر فرکانس مرور رادار را ندانیم، می‌توان علاوه بر روش فوق، از مدوله دامنه هارمونیکی (به‌صورت خاموش و روشن) استفاده کرد. به عنوان مثال با مدولاسیون روشن و خاموش، با یک فرکانس پایین، می‌توان مطابق شکل ۱۲ طیف سیگنال ارسالی را به صورت یکسری سینک درآورد. در این صورت سیگنال اخلال هارمونیکی را استفاده کرده‌ایم. شکل زیر نحوه اخلال یک رادار COSRO را نشان می‌دهد (به شکل طیف سیگنال ارسالی رادار مربوطه و نیز شکل طیف دریافتی آن دقت شود). اغلب در فرکانس قطع و وصل سیگنال، یک لرزش هم اعمال می‌شود، تا اطمینان حاصل شود که طیف حاصله، طیف سیگنال دریافتی توسط رادار خواهد بود.
```
بکارگیری این تکنیک باعث گستردگی طیف سیگنال اخلال می‌شود و به اصطلاح افت تبدیل زیادی داریم؛ لذا تنها وقتی که JSR بقدر کافی بالا باشد، می‌بایست از این روش استفاده کرد.
```

شمارش معکوس یا اخلال (SRM (count down
این تکنیک برای اخلال زاویه‌ای یک رادار ردگیر که از ای‌جیی‌سی استفاده می‌کند، بکار می‌رود. یک سیگنال نویزی یا فریب دهنده به صورت روشن و خاموش، و با فرکانس و سیکل کاری مناسب ارسال می‌شود: که در سطح مناسب، عمل نمی‌کند. برای اینکه تکنیک، فراگیر تر باشد. سیکل کاری، اغلب به‌طور متناوب تغییر داده می‌شود (Swep Rate Modulation)
هنگامی که رادار از نوع مخروطی یا کلیدزنی گلبرگ باشد، باید دقت کرد که پهنای باند ای‌جیی‌سی، حداقل یک ده‌تایی (به انگلیسی: decade) زیر فرکانس چرخش باشد تا مدولاسیون دامنه مربوطه به تصحیح جهت آنتن را خنثی نکند؛ ولی طبیعتاً در رادار مونو پالس، از این نظر محدودیتی نداریم. ای‌جیی‌سی با توجه به متوسط پوش بهره، بهره آن را تنظیم می‌کند؛ لذا چند ده میلی‌ثانیه لازم است که پس از هر عدم پیوستگی در سیگنال ورودی، ای‌جیی‌سی، گیرنده را درون رنج دینامیکی خود درآورد.
حال اگر یک سیگنال اختلال، به صورت پالسی یا موج پیوسته (CW) به صورت روشن و خاموش با یک سیکل کاری معین، یا فرکانس بالا، ارسال شود؛ ای‌جیی‌سی خود را به گونه‌ای تنظیم می‌کند تا دقیقاً متوسط این سیگنال را دریافت کند. اگر سیکل کاری سیگنال مربوطه، به‌طور مناسب اختیار شود، رادار قادر نخواهد بود مدولاسیون دامنه لازم برای ردگیری را از سیگنال واقعی که بسیار کوچک است یا حتی از سیگنال اخلال (با بکارگیری TOJ)استخراج کند به شکل۱۲دقت کنید. در حالت اخلال پیوسته، همانگونه که مشاهده می‌شود، ای‌جیی‌سی خود را به متوسط پوش سیگنال ورودی IF تنظیم کرده است (عملکرد عادی). در این حالت رادار می‌تواند به حالت TOJ برود. حال حالت سمت؛ اخلال خاموش روشن را در نظر می‌گیرد. یک پریود را بررسی می‌کنیم، وقتی ای‌جیی‌سی خود را به سطح سیگنال اخلال تطبیق می‌دهد، بنابراین در ابتدای ۴۰میلی ثانیه دوم، ملاحظه می‌شود که خروجی طبقه ویدئو خیلی ناچیز است. پس از آنکه ای‌جیی‌سی بهره IF را بالا برد، نویز عادی که توسط IF تقویت شده ملاحظه می‌شود، چون بهره IF بالاست، طبقه به اشباع می‌رود، تا زمانی‌که ای‌جیی‌سی فرصت کند بهره آن را پایین بیاورد؛ که درست در همین لحظه سیگنال اخلال قطع می‌شود.
در رادار مونو پالس، اطلاعات زاویه‌ای، با استفاده از یک تک پالس بدست می‌آید. اگر بهره گیرنده در اثر اعمال سیگنال اخلال به روش ذکر شده غیر صحیح باشد، علامت تصحیح اعمال شده به حلقه زاویه درست است ولی دامنه تصحیح، یا خیلی بزرگ است (اشباع گیرنده) یا خیلی کوچک (بهره خیلی کم گیرنده)
دقت داریم ای‌جیی‌سی در این حالت می‌تواند پهنای‌باند چند ده هرتز داشته باشد و بنابراین اخلال شمارش معکوس، بایستی حدود چند صد هرتز انجام شود. اما در این فرکانسها، حلقه زاویه مطمئناً پاسخ نخواهد داد؛ بلکه خطای وارد شده توسط سنسور رادار را متوسط می‌گیرد، چنانچه ذکر شد این این خطاها، علامت صحیح دارند؛ بنابراین فقط در حالتی که ای‌جیی‌سی رادار مونو پالس، پهنای باند باریکی داشته باشد، EA اخیر، ردگیری زاویه‌ای آن را تخریب خواهد کرد.
مقایسه و نتیجه‌گیری
میزان تأثیر یک اختلال‌کننده تنها در گیرنده‌ای که مورد اختلال واقع شده است قابل اندازه‌گیری می‌باشد. (به خاطر داشته باشید که تنها گیرنده مورد اختلال واقع می‌شود، نه فرستنده). عمومی‌ترین روش برای توصیف این تأثیر، نرخ تأثیر توان سیگنال اختلال به توان سیگنال مطلوب می‌باشد. این مفهوم تحت عنوان ترخ اختلال به سیگنال بکار می‌رود.
{\displaystyle {\frac {J}{S}}={\frac {G_{jR}G_{jT}G_{e}L_{R}c^{2}}{4\pi \sigma L_{P}^{2}F^{2}}}}